# كريستيان هاينريش هاينكن
كريستيان هاينريش هاينكن (بالألمانية: Christian Heinrich Heineken)‏ لقب «طفل ألمانيا المعجزة» والسبب في ذلك أنه كان لدية مستوى عالي في اللغة يفوق مستواه العمري بكثير.
«ولد في لوبيك ألمانيا» تحدث وعمره عشرة أشهر واستطاع قراءة التوراة في عمر السنة، توفي في سن الرابعة جراء مرض السيلياك.